# Damir Stojak
Damir Stojak (Novi Sad, RFS de Yugoslavia, hoy Serbia, 18 de mayo de 1975) es un exfutbolista serbio que jugaba como delantero.

## Trayectoria
Inició su carrera como profesional en 1992, vistiendo las camisetas del Vojvodina Novi Sad, club de su ciudad natal, y del Bečej. En enero de 1998 fichó por el Napoli italiano, pero en la Serie A no logró repetir las buenas actuaciones que tuvo en su país, así que fue cedido al Eintracht Fráncfort alemán y al Lugano suizo. Tras un breve regreso al equipo napolitano, se mudó al fútbol belga, militando en las filas del Eendracht Aalst y del Visé, donde se retiró en 2003.

## Clubes
| Club                         | País                | Año       |
| ---------------------------- | ------------------- | --------- |
| F. K. Vojvodina Novi Sad     | R. F. de Yugoslavia | 1992-1994 |
| F. K. Bečej                  | R. F. de Yugoslavia | 1994-1995 |
| F. K. Vojvodina Novi Sad     | R. F. de Yugoslavia | 1995-1997 |
| S. S. C. Napoli              | Italia              | 1998      |
| Eintracht Fráncfort (cedido) | Alemania            | 1998-1999 |
| F. C. Lugano (cedido)        | Suiza               | 1999-2000 |
| S. S. C. Napoli              | Italia              | 2000      |
| S. C. Eendracht Aalst        | Bélgica             | 2001-2002 |
| R. C. S. Visé                | Bélgica             | 2002-2003 |